# يعقوبية بحرية
يعقوبية بحرية (الاسم العلمي: Jacobaea maritima)،المعروفة باسم نبتة الخرقة الفضية، هو نوع من النباتات المعمرة تتبع جنس اليعقوبية وفصيلة النجمية، موطنها منطقة البحر الأبيض المتوسط. وضعت سابقًا في جنس الشيخة، ولا يزال يشار إليه على نطاق واسع باسم شيخة رمادية (Senecio cineraria)؛ انظر قائمة المرادفات (يمين) الجدول التعريفي.
تُزرع على نطاق واسع للزينة بسبب أوراقها البيضاء التي تشبه الوبر؛ في البستنة ، يُطلق عليها أحيانًا اسم الطاحونة المغبرة، وهو اسم مشترك مع العديد من النباتات الأخرى التي تشتمل أيضًا على أوراق وبرية فضية ، بما في ذلك القنطريون الرمادي وسيلينة تاجية.